# Ceylalictus variegatus
Ceylalictus variegatus là một loài Hymenoptera trong họ Halictidae. Loài này được Olivier mô tả khoa học năm 1789.